# Áo casula
Áo casula là một loại y phục phụng vụ được các giáo sĩ thuộc các giáo hội Kitô giáo Tây phương có sử dụng phẩm phục trọn bộ, phần đông thuộc về các giáo hội Công giáo, Anh giáo và Luther, mặc bên ngoài khi cử hành Thánh Lễ. Áo casula tương đương với áo phelonion trong các giáo hội Chính thống giáo Đông phương và Công giáo Đông phương.
Theo Quy chế tổng quát Sách lễ Roma, phẩm phục riêng của vị linh mục chủ tế trong Thánh Lễ và những hành vi thánh có liên quan trực tiếp đến Thánh Lễ là áo casula mặc bên ngoài áo alba và dây stola, nếu luật phụng vụ không quy định khác đi. Màu áo casula thường trùng với màu phụng vụ của ngày.

## Tình trạng hiện tại

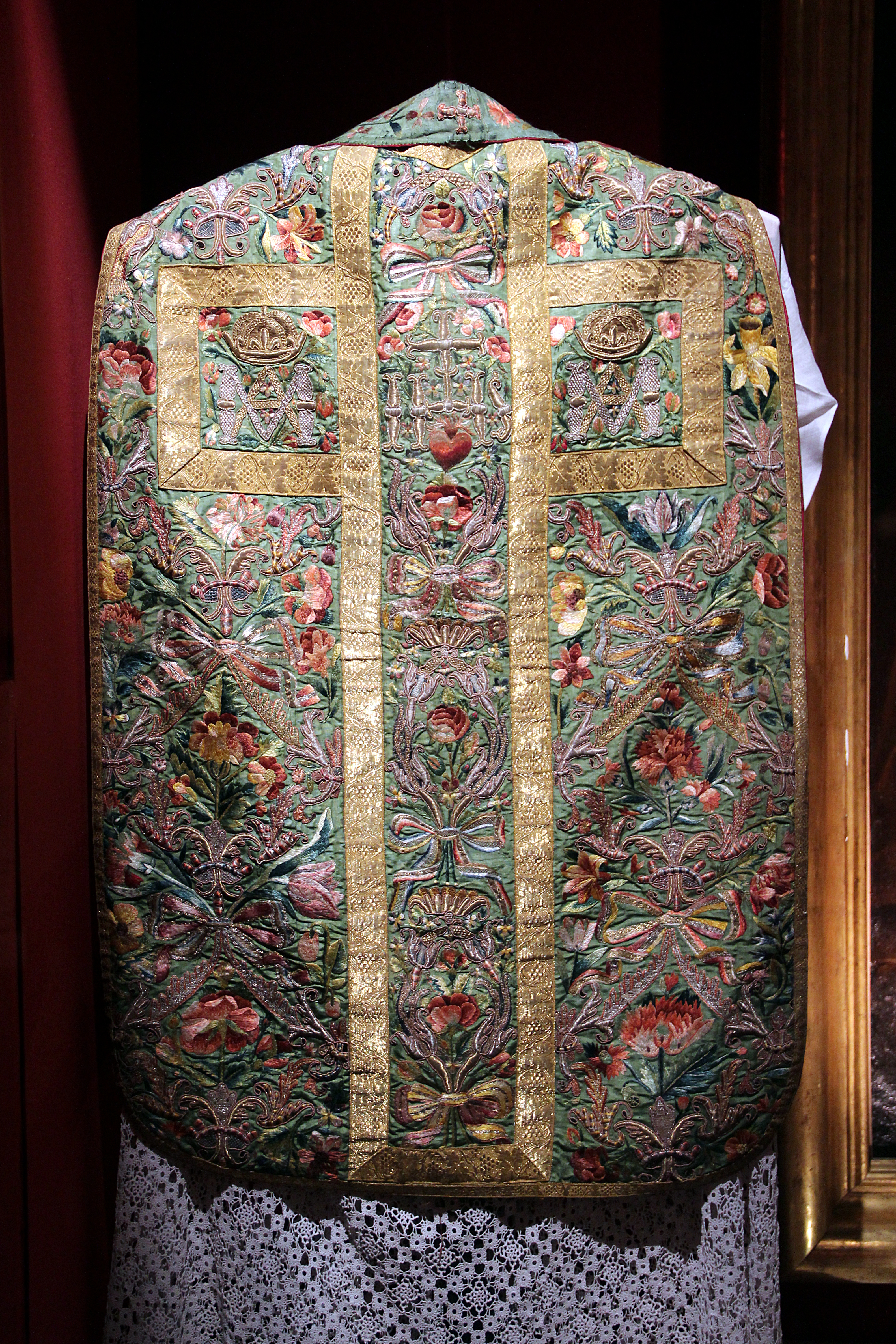
Áo casula với hoa văn thêu tay từ thế kỷ 17, hiện nằm trong bộ sưu tập của Château de Vaux-le-Vicomte gần thành phố Paris.

Vào thế kỷ 20, một số giáo sĩ Công giáo bắt đầu sử dụng trở lại loại áo casula rộng rãi mà cổ điển hơn, đôi khi được gọi là "áo casula kiểu Gothic" để phân biệt với áo casula kiểu Roma – loại áo gắn bó mật thiết với phong trào Công giáo truyền thống. Bên cạnh đó, một số giáo sĩ Công giáo truyền thống khác cũng ưa thích loại áo casula rộng rãi và được làm bằng chất liệu mềm mại hơn.
Điều này đã gây ra một số phản ứng trong giới giáo sĩ. Vì thế, vào ngày 9 tháng 12 năm 1925, Thánh bộ Nghi lễ đã ban hành sắc chỉ De forma paramentorum, để rồi lại bác bỏ sắc chỉ ấy mà ban hành tuyên bố Circa dubium de forma paramentorum vào ngày 20 tháng 8 năm 1957 và giao cho các đấng bản quyền địa phương thẩm quyền xét đoán cách thận trọng đối với vấn đề áo casula. Có một tấm ảnh chụp lại khoảnh khắc Giáo tông Pius XI mặc một chiếc áo casula khá rộng rãi khi cử hành Thánh lễ tại 
Vương cung thánh đường Thánh Phêrô sớm nhất là vào ngày 19 tháng 3 năm 1930.
Sau Công đồng Vatican II, loại áo casula rộng rãi hơn được được sử dụng rất phổ biến, và theo hướng dẫn của Quy chế tổng quát Sách lễ Rôma được trích dẫn ở trên đây, thì vẻ đẹp và sự trang nhã của phẩm phục không đến từ "nhiều trang trí đính thêm vào, nhưng [đến từ] chất liệu và hình dáng. Các trang trí phải mang những hình dung hay biểu tượng chỉ về ý nghĩa của cử hành phụng vụ, phải loại bỏ những trang trí bất xứng với ý nghĩa này". Điều này giải thích được vì sao các áo lẽ thường dài gần chạm mắc cá chân cùng các cổ tay và được trang trí bằng các biểu tượng đơn giản, ruy băng hay dải thêu vàng. Ngược lại với loại áo casula này là áo casula hình "yên ngựa" với nhiều hoa văn thêu tay công phu trải khắp bề mặt áo cùng hình vẽ trang trí rất chi tiết.
Giáo tông Benedictus XVI thỉnh thoảng sử dụng loại áo casula theo phong cách chuyển tiếp từng thịnh hành vào cuối thế kỷ 16.

## Chùm ảnh

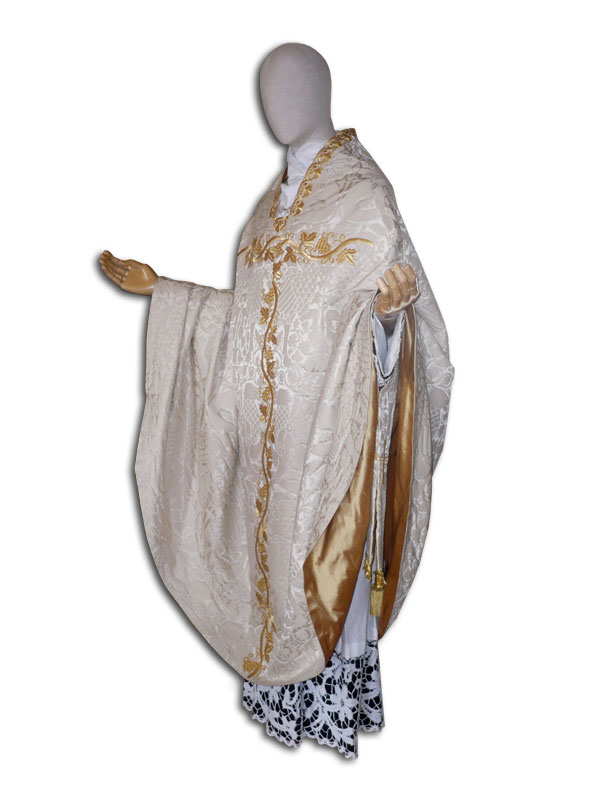
Áo casula kiểu Gothic hình quả chuông (hiện đại, lấy cảm hứng từ một chiếc áo casula từ thế kỷ 12)
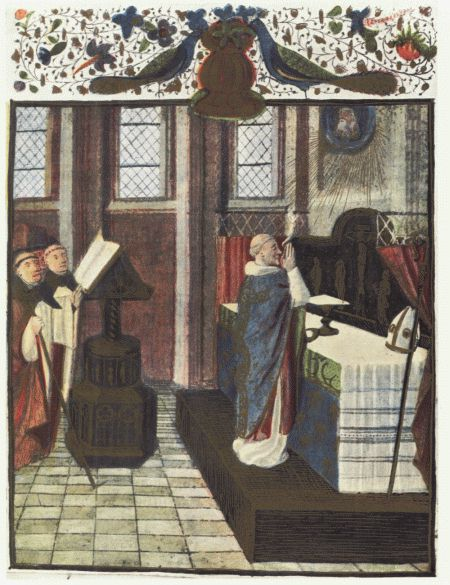
Tranh minh họa đương đại từ thế kỷ 15 phác họa chiếc áo casula
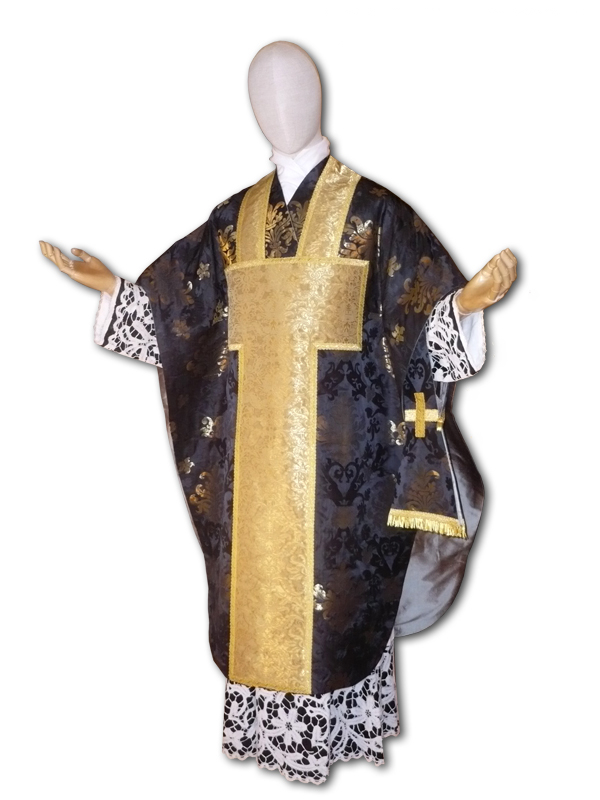
Áo casula phong cách chuyển tiếp, nửa sau thế kỷ 16
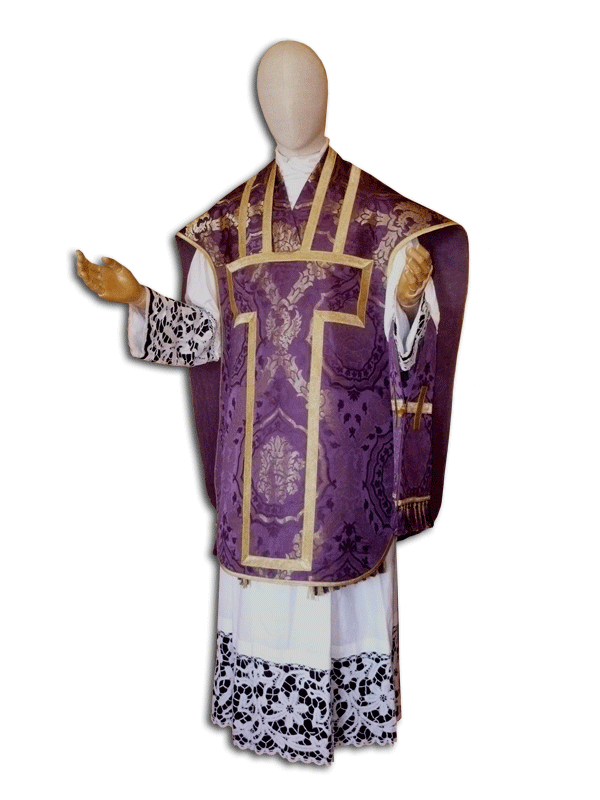
Áo casula phong cách chuyển tiếp, nửa đầu thế kỷ 17
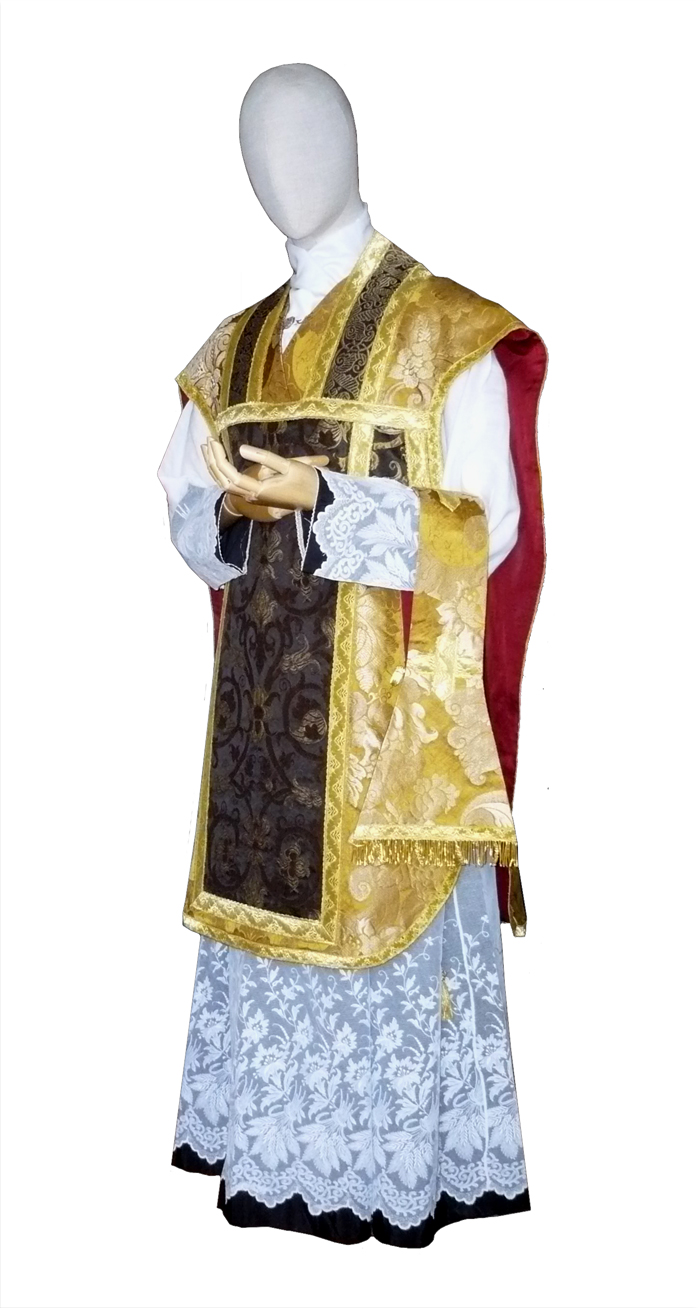
Áo casula kiểu Roma
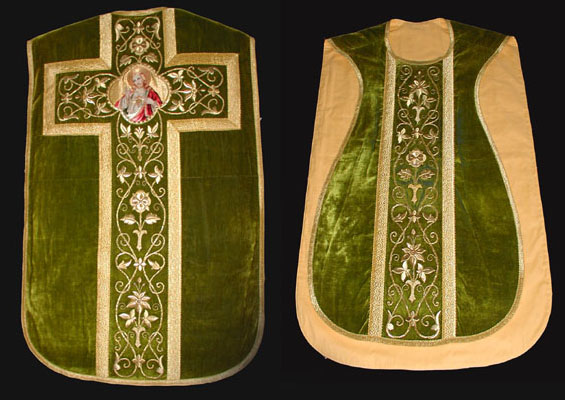
Áo casula kiểu "yên ngựa"
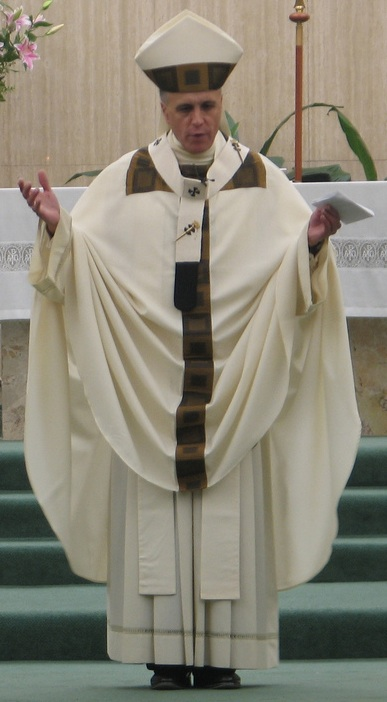
Tổng giám mục Daniel DiNardo với chiếc áo casula hình nón